# Pendeli
Pendeli (gr. Πεντέλη) – miejscowość w Grecji, w administracji zdecentralizowanej Attyka, w regionie Attyka, w jednostce regionalnej Ateny-Sektor Północny, w gminie Pendeli. W 2011 roku liczyła 4851 mieszkańców. Położona w granicach Wielkich Aten, u stóp góry Pentelikon.